# Компланарність
Компланарність (рос. компланарность, англ. coplanarity, нім. Ko(m)planarität f) — багатозначний термін, який означає паралельність.

## У хімії
- У хімії: розташування двох чи більше плоских груп (наприклад, бензольних кілець) в одній спільній площині або в паралельних площинах.

Важливий фактор адгезійних взаємодій речовин. Наприклад,компланарність сприяє адгезійному контакту вугілля-реагент в процесах флотації, масляної агрегації тощо.

## У математиці
- У математиці: Три вектори називаються компланарними, якщо вони лежать на паралельних площинах чи в одній площині. Компланарність — тернарне математичне відношення.

### Властивості
Якщо {\displaystyle {\vec {a}},{\vec {b}},{\vec {c}},{\vec {d}}} — вектори простору {\displaystyle \mathbb {R} ^{n}}. Тоді справедливі твердження:
- Мішаний добуток компланарних векторів {\displaystyle \left({\vec {a}},{\vec {b}},{\vec {c}}\right)=0}. Це критерій компланарності трьох векторів.
- Компланарні вектори — лінійно залежні. Існують дійсні числа {\displaystyle \;\lambda _{1},\lambda _{2}} такі, що {\displaystyle {\vec {a}}=\lambda _{1}{\vec {b}}+\lambda _{2}{\vec {c}}} для компланарних {\displaystyle {\vec {a}},{\vec {b}},{\vec {c}}}, за виключенням {\displaystyle {\vec {b}}={\vec {0}}} чи {\displaystyle {\vec {c}}={\vec {0}}}. Це критерій компланарності векторів.
- В 3-мірному просторі 3 некомпланарних вектори {\displaystyle {\vec {a}},{\vec {b}},{\vec {c}}} утворюють базис. Довільний вектор {\displaystyle {\vec {d}}} можна подати у вигляді: {\displaystyle {\vec {d}}=x_{1}{\vec {a}}+x_{2}{\vec {b}}+x_{3}{\vec {c}}}. Тоді {\displaystyle \;\{x_{1},x_{2},x_{3}\}} будуть координатами {\displaystyle {\vec {d}}} в даному базисі.

Іноді компланарними називають ті точки (або інші об'єкти), які лежать на (належать) одній площині. Три точки визначають площину і, тим самим, завжди (тривіально) компланарність. 4 точки, в загальному випадку (в загальному положенні), не компланарні.